# Réseau international des organismes de bassin
Le Réseau international des organismes de bassin (RIOB) est un réseau international qui soutient la mise en œuvre de la gestion intégrée des ressources en eau à l'échelle des bassins des fleuves, des rivières, des lacs et des aquifères.
Il met en relation les organismes de bassin et d'autres agences gouvernementales responsables de la gestion des bassins versants, dans le but de promouvoir les
échanges d'expériences et de développer des outils efficaces pour une meilleure gestion des ressources en eau aux niveaux transfrontalier, national et local.
Il a été créé en 1994 et a son siège à Paris.